# Paris-Bruxelles 2010
La 90e édition du Paris-Bruxelles, s'est déroulée le 8 septembre 2012 et a vu la victoire de Francisco Ventoso qui a devancé au sprint Romain Feillu et Stefan van Dijk.

## Classement final
|    | Coureur            | Pays      | Équipe            |    | Temps           |
| -- | ------------------ | --------- | ----------------- | -- | --------------- |
| 1  | Francisco Ventoso  | Espagne   | Camiooro-NGC      | en | 4 h 59 min 00 s |
| 2  | Romain Feillu      | France    | Vacansoleil       | +  | m.t.            |
| 3  | Stefan van Dijk    | Pays-Bas  | Verandas Willems  |    | m.t.            |
| 4  | Paul Martens       | Allemagne | Rabobank          |    | m.t.            |
| 5  | Jens Keukeleire    | Belgique  | Cofidis           |    | m.t.            |
| 6  | Enrico Rossi       | Italie    | Ceramica Flaminia |    | m.t.            |
| 7  | Tom Veelers        | Pays-Bas  | Skil-Shimano      |    | m.t.            |
| 8  | Roy Curvers        | Pays-Bas  | Skil-Shimano      |    | m.t.            |
| 9  | Alexander Kristoff | Norvège   | BMC Racing        |    | m.t.            |
| 10 | Edwig Cammaerts    | Belgique  | Lotto-Bodysol     |    | m.t.            |